# Hegn (film)
|  | Denne artikel er oprettet af botten Steenthbot ud fra en ekstern database. Den kan derfor have sproglige fejl eller mangler. Denne skabelon kan fjernes efter kontrol af indholdet. |

Hegn er en dansk kortfilm fra 2021 instrueret af Hilke Rönnfeldt.

## Handling
Der bygges et hegn mellem Danmark og Tyskland for at adskille vildsvin fra gårdsvin, for at undgå spredning af en dødelig svineinfluenza.
Ebba vågner, kun en armlængde væk fra sin kæreste Jona, erindringen om sin drøm om adskillelse og en længsel efter samhørighed indtager dem.